# Бахаревська сільська рада (Сафакулевський район)
Ба́харевська сільська рада (рос. Бахаревский сельский совет) — сільське поселення у складі Сафакулевського району Курганської області Росії.
Адміністративний центр — село Боровичі.
Населення сільського поселення становить 463 особи (2017; 621 у 2010, 896 у 2002).

## Склад
До складу сільського поселення входять:
| Населений пункт    | Населення, осіб (2002) | Населення, осіб (2010) |
| ------------------ | ---------------------- | ---------------------- |
| Бахарево, присілок | 362                    | 246                    |
| Боровичі, село     | 534                    | 375                    |